# Noni Hazlehurst
 Leonie Elva Hazlehurst (Melbourne, 17 de agosto de 1953) es una actriz australiana conocida por sus participaciones en televisión y cine.

## Biografía
Hija de George y Eileen "Lee" Hazlehurst, tiene un hermano mayor llamado Cameron Hazlehurst.
En 1991 se convirtió en embajadora para "Children's Week", también fue embajadora nacional para "Barnardo's Mother of the Year".
En 1995 fue galardonada con el A.M. (Miembro de la Orden de Australia) por sus servicios como actriz, directora y presentadora.
Estuvo casada con el actor John Jarratt con quien tuvo dos hijos, Charlie y Will Jarratt, y del que se divorció en 1998.
Noni sale con Ian Marden.

## Carrera
En 1975 interpretó a Helen en la serie Division 4 durante el episodio "1956 and All That", anteriormente interpretó a Jan Kennedy en el episodio "Just for Kicks", a Sarah Carr en "What Will My Friends Say?" y en 1974 dio vida a Tania en el episodio "Eye Witness".
En 1978 se unió al programa infantil Play School del cual fue presentadora hasta 2001.
En 2005 apareció en la película Little Fish donde interpretó a Janelle la madre de Tracy (Cate Blanchett), una adicta.
En 2007 se unió al elenco principal de la serie policíaca City Homicide donde interpretó a la comandante de la policía Bernice Waverly hasta el final de la serie en 2011.
En 2009 apareció como invitada en la serie The Librarians donde interpretó a la matrona Jan.
En abril de 2013 se unió al elenco principal de la serie A Place To Call Home donde interpretó a Elizabeth Bligh, hasta el final de la serie en 2014 luego de finalizar su segunda temporada.

## Filmografía

### Series de Televisión
| Año             | Título                      | Personaje         | Notas                                     |
| --------------- | --------------------------- | ----------------- | ----------------------------------------- |
| 2013 - presente | A Place To Call Home        | Elizabeth Bligh   | 57 episodios                              |
| 2013            | Redfern Now                 | Margaret          | episodio "Where The Heart Is"             |
| 2007 - 2011     | City Homicide               | Bernice Waverley  | 84 episodios                              |
| 2009            | The Librarians              | Jan               | episodio "Deliverance"                    |
| 1996            | Twisted Tales               | -                 | episodio "Dancing Partners"               |
| 1995            | Lizzie's Library            | -                 | -                                         |
| 1989            | Fields of Fire III          | Dawn              | miniserie                                 |
| 1984            | Waterfront                  | Maggie            | miniserie                                 |
| 1981            | And Here Comes Bucknuckle   | Lil               | -                                         |
| 1979            | Jokes                       | Varios Personajes | -                                         |
| 1979            | Ride on Stranger            | Beryl             | -                                         |
| 1978            | Case for the Defence        | Julia             | episodio "Without Consent"                |
| 1976            | The Sullivans               | Lill Duggan       | episodio "On the Brink of War: Parts 1-4" |
| 1975            | Division 4                  | Helen             | episodio "1956 and All That"              |
| 1975            | The Last of the Australians | Joanna            | episodio "The Hydrochondriac"             |
| 1975            | Homicide                    | Linda Williams    | episodio The Long Weekend"                |
| 1975            | Matlock Police              | Karen Simpson     | episodio "Forget Me Not"                  |
| 1974            | The Box                     | Sharon Lewis      | -                                         |

### Películas
| Año  | Título                         | Personaje              | Notas |
| ---- | ------------------------------ | ---------------------- | --- |
| 2015 | The Door Man                   | Anthea                 | junto a Mark Diaco                                                                                         |
| 2015 | Della Mortika                  | Mrs. Crotchett Smythe  | corto - junto a Gigi Edgley, Dena Kaplan, Xavier Samuel & Laura Brent                                      |
| 2015 | Wedding of the Year            | Barb                   | junto a Maeve Dermody, Deborah Mailman, Chris Haywood, Colin Friels & Heather Mitchell                     |
| 2014 | The Mule                       | Judy Jenkins           | junto a Hugo Weaving, Angus Sampson, Ewen Leslie, Geoff Morrell, Georgina Haig & John Noble                |
| 2013 | The Broken Shore               | Sybil Cashin           | junto a Damon Herriman, Claudia Karvan, Dan Wyllie, Don Hany, Anthony Hayes, Erik Thomson & Wayne Blair    |
| 2010 | A Parachute Falling in Siberia | Katherine              | corto - junto a Eamon Farren, John Maynard & Anthony Phelan                                                |
| 2010 | Tegan the Vegan                | Mrs. Poodle/Madre      | corto - junto a Belinda Barancewicz, Pippa Black, Paul McDermott & Charli Robinson                         |
| 2008 | Seven Seven Seven              | Jess                   | corto - junto a David Field, Laura Gorun, Tom Sanders & James Showler                                      |
| 2008 | Bitter & Twisted               | Penelope Lombard       | junto a Gary Sweet, Matthew Newton, Leeanna Walsman, Rhys Muldoon & Basia A'Hern                           |
| 2007 | Curtin                         | Elsie Curtin           | junto a William McInnes, Asher Keddie, Dan Wyllie, Bille Brown, William Zappa & Geoff Morrell              |
| 2006 | Stepfather of the Bride        | Sophie                 | junto a Alex Dimitriades, William McInnes, Georgie Parker, Lara Cox & Kate Ritchie                         |
| 2006 | Candy                          | Mrs. Wyatt             | junto a Heath Ledger, Abbie Cornish, Geoffrey Rush, Tara Morice, Nathaniel Dean & Damon Herriman           |
| 2005 | Little Fish                    | Janelle Margaret Heart | junto a Cate Blanchett, Hugo Weaving, Sam Neill, Martin Henderson, Joel Tobeck, Lisa McCune & Susie Porter |
| 2000 | Waiting at the Royal           | Eloise                 | junto a Catherine McClements, Josephine Byrnes & Luke Elliot                                               |
| 1992 | Clowing Around                 | Sarah Gunner           | junto a Clayton Williamson, Ernie Dingo, Rebecca Smart & Steve Jodrell                                     |
| 1991 | Waiting                        | Clare                  | junto a Deborra-Lee Furness, Frank Whitten, Helen Jones & Ray Barrett                                      |
| 1990 | Breaking Through               | Terapeuta              | junto a Alice Ansara, Tony Barry, Julie Hamilton & Deidre Rubenstein                                       |
| 1989 | Naked Under Capricorn          | Monica                 | junto a Nigel Havers, John Jarratt & Penny Cook                                                            |
| 1987 | The Shiralee                   | Lily                   | junto a Bryan Brown, Lewis Fitz-Gerald, William Zappa, Ray Meagher & Lynette Curran                        |
| 1987 | Nancy Wake                     | Nancy Wake             | junto a John Waters, Henri Fiocca, Alan Andrews & Frank Gallacher                                          |
| 1987 | Australian Dream               | Dorothy Stubbs         | junto a John Jarratt, Graeme Blundell & Barry Rugless                                                      |
| 1985 | Fran                           | Fran                   | junto a Alan Fletcher, Steve Jodrell & Annie Byron                                                         |
| 1983 | Stations                       | -                      | corto - junto a Tim Burns, Elaine Cusick, Bronwyn Naylor & Betty Ross                                      |
| 1983 | The Weekly's War               | Dorothy Drain          | corto - junto a Philippa Baker, Michael Caton, Jane Harders & Ray Meagher                                  |
| 1982 | Monkey Grip                    | Nora                   | junto a Colin Friels, Alice Garner, Michael Caton & Lisa Peers                                             |
| 1980 | Fatty Finn                     | Myrtle Finn            | junto a Ben Oxenbould, Rebecca Rigg, Jeremy Larsson & Martin Lewis                                         |
| 1978 | Bit Part                       | Zelda                  | junto a John Meillon, Jennifer Claire, Max Cullen & Judy Nunn                                              |
| 1978 | The Getting of Wisdom          | -                      | junto a Julia Blake, Terence Donovan, Kerry Armstrong & Alix Longman                                       |

### Presentadora
| Año         | Programa                 | Notas                   |
| ----------- | ------------------------ | ----------------------- |
| -           | 774 ABC Melbourne        | radio - co-presentadora |
| 1990 - 2004 | Better Homes and Gardens | co-presentadora         |
| 1978 - 2001 | Play School              | presentadora            |

### Directora
| Año  | Título       | Notas            |
| ---- | ------------ | ---------------- |
| 1982 | All the Boys | obra - directora |

### Teatro[9]
| Año  | Obra                                    | Personaje          | Director (a)       | Teatro             | Notas                                                     |
| ---- | --------------------------------------- | ------------------ | ------------------ | ------------------ | --------------------------------------------------------- |
| 2012 | The Heretic                             | Dra. Diane Cassell | Matt Scholten      | MTC Theatre        | junto a Lyall Brooks, Shaun Goss & Andrew McFarlane       |
| 2010 | Madagascar                              | Lilian             | Sam Strong         | Melbourne Theatre  | junto a Asher Keddie & Nicholas Bell                      |
| 2009 | Grace                                   | Grace Friedman     | Marion Potts       | Melbourne Theatre  | junto a Grant Cartwright                                  |
| 2008 | Tell Me on a Sunday                     | -                  | Peter Ross         | Glen St. Theatre   | junto a John Waters                                       |
| 2008 | The V. Monologues                       | -                  | -                  | Parade Theatre     | junto a Jacki Weaver, Pamela Rabe & Julia Zemiro          |
| 2006 | Woman In Mind                           | -                  | Gale Edwards       | Drama Theatre      | junto a John Adam, Andrew McFarlane & Deborah Kennedy     |
| 2005 | Love Letters                            | -                  | John Clark         | Parade Theatre     | junto a Justine Clarke, Alex Dimitriades y Ella Scott     |
| 2003 | The Breath of Life                      | -                  | Max Stafford-Clark | Sydney Theatre     | junto a Robyn Nevin                                       |
| 1998 | Navigating                              | -                  | Marion Potts       | Opera House        | junto a Peter Carroll, Judi Farr & Celia Ireland          |
| 1992 | The Disney Family Fantasy               | -                  | -                  | -                  | junto a Richard Scholes                                   |
| 1988 | Frankie and Johnny in the Clair de Lune | -                  | John Bell          | Footbridge Theatre | junto a Barry Otto                                        |
| 1983 | Cut and Thrust                          | -                  | Robyn Archer       | -                  | junto a Andrew Bell, Gary Olsen & Margo Random            |
| 1981 | Hamlet                                  | -                  | William Gaskill    | Drama Theatre      | junto a Max Cullen, Kate Fitzpatrick & Colin Friels       |
| 1980 | Traitors                                | -                  | Neil Armfield      | Nimrod Theatre     | junto a Judi Farr, Colin Friels, Max Gillies & Barry Otto |
| 1979 | On Our Selection                        | -                  | George Whaley      | Jane St. Theatre   | junto a John Howard, Barry Otto & Geoffrey Rush           |
| 1977 | Don't Piddle Against the Wind           | -                  | John Tasker        | Jane St. Theatre   | junto a John Clayton, Ron Graham & Maggie Kirkpatrick     |
| 1977 | The Ripper Show (and How They Wrote It) | -                  | Stanley Walsh      | Jane St. Theatre   | junto a Ron Graham, Maggie Kirkpatrick & Don Reid         |
| 1973 | Winnie the Pooh                         | -                  | Peter Morris       | Festival Theatre   | junto a Ian Boyce, Elaine Cusick y Tracy Mann             |
| 1973 | A Season of Japanese Noh Plays          | -                  | Yutaka Wada        | Theatre 62         | junto a Bob Baines, Kathy Fisher & Christine Schofield    |

## Premios y distinciones
Festival Internacional de Cine de San Sebastián
| Año  | Categoría                         | Película | Resultado |
| ---- | --------------------------------- | -------- | --------- |
| 1991 | Concha de Plata a la mejor Actriz | Waiting  | Ganadora  |

| Año  | Categoría                                                                        | Premio                                | Película/Obra                  | Resultado |
| ---- | -------------------------------------------------------------------------------- | ------------------------------------- | ------------------------------ | --------- |
| 2010 | Best Performance in a Live Action Short (junto a Anthony Phelan)                 | Toronto Worldwide Short Film Festival | A Parachute Falling in Siberia | Ganó      |
| 2009 | Best Actress                                                                     | FCCA Award                            | Bitter & Twisted               | Ganó      |
| 2008 | Best Lead Actress                                                                | AFI Award                             | Bitter & Twisted               | Nominada  |
| 2007 | Best Lead Actress in Television Drama                                            | AFI Award                             | Stepfather of the Bride        | Nominada  |
| 2006 | Best Actress in a Supporting Role                                                | FCCA Award                            | Candy                          | Nominada  |
| 2006 | Best Supporting Actress                                                          | AFI Award                             | Candy                          | Nominada  |
| 2005 | Best Supporting Actress                                                          | AFI Award                             | Little Fish                    | Ganó      |
| 2005 | Best Actress in a Supporting Role                                                | FCCA Award                            | Little Fish                    | Ganó      |
| 2000 | Best Performance by an Actress in a Leading Role in a Telefeature or Mini-Series | AFI Award                             | Waiting at the Royal           | Ganó      |
| 1985 | Best Actress in a Lead Role                                                      | AFI Award                             | Fran                           | Ganó      |
| 1985 | Best Supporting Actress in a Miniseries/Telemovie                                | Logie Award                           | Waterfront                     | Ganó      |
| 1982 | Best Actress in a Lead Role                                                      | AFI Award                             | Monkey Grip                    | Ganó      |
| 1981 | Best Actress in a Lead Role                                                      | AFI Award                             | Fatty Finn                     | Nominada  |
| 1980 | Best Supporting Actress in a Series                                              | Logie Award                           | Ride on Stranger               | Ganó      |